# Natalija Sergejewna Gart

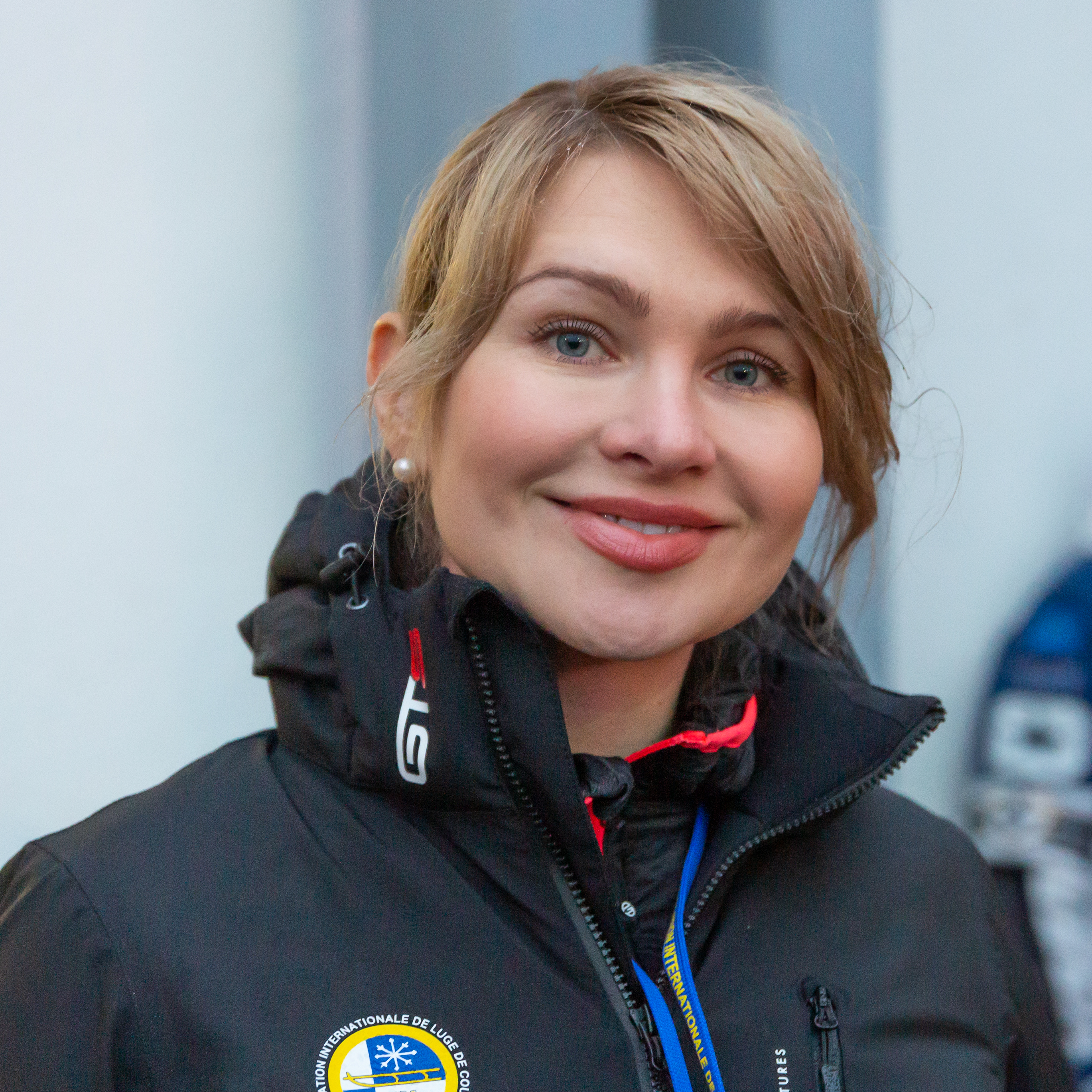
Natalija Gart bei den Rennrodel-Weltmeisterschaften 2019 in Winterberg

Natalija Sergejewna Gart (russisch Наталия Сергеевна Гарт, englisch Nataliya Sergeevna Gart, auch Natalia Gart; * 16. Juni 1983 in Saratow, Sowjetunion) ist eine russische Unternehmerin und Rennrodelfunktionärin. Seit 2012 ist sie Präsidentin des russischen Rennrodelverbandes und war von 2014 bis 2022 Exekutivmitglied der Fédération Internationale de Luge de Course.

## Leben
Gart studierte Wirtschafts- und Rechtswissenschaft. Sie ist Gründerin des Entwicklungs- und Bauunternehmens GRM Group sowie der Modemarke Natalia Gart Fashion. Sie war mit dem Bauunternehmer Leonid Igorewitsch Gart, mit dem sie ein gemeinsames Kind hat, verheiratet. Nach seinem Unfalltod 2012 wurde sie seine Nachfolgerin an der Spitze des russischen Rennrodelverbandes. Für ihr Engagement im Rennrodelsport wurde sie mehrfach vom Präsidenten der Russischen Föderation und dem russischen Sportministerium ausgezeichnet, so beispielsweise für ihren „bedeutenden Beitrag zur Vorbereitung und Durchführung“ der Olympischen und Paralympischen Winterspiele 2014 in Sotschi.
2014 wurde Gart in die Exekutive des internationalen Rennrodelverbandes Fédération Internationale de Luge de Course gewählt. 2018 kandidierte sie für den Posten des Vizepräsidenten Naturbahn, unterlag jedoch in einer Kampfabstimmung gegen Amtsinhaber Peter Knauseder. Beim 70. Jahreskongress des Internationalen Rennrodelverband 2022 trat sie zur Wiederwahl an, wurde jedoch nicht mehr gewählt und schied damit als Exekutivmitglied der FIL aus.